# Weißer Turm w Norymberdze
Biała wieża – gotycka wieża, znajdująca się w Norymberdze, umieszczona w ciągu przedostatniego pierścienia średniowiecznych murów miejskich. Po zbudowaniu następnego pierścienia murów obronnych w XIV wieku, wieża znalazła się w środku starego miasta. Nazwa pochodzi od pierwotnie białego tynku na wieży. W wieży znajduje się wejście do stacji metra, a przed nią stoi fontanna Karuzela Małżeńska.

## Źródła
- Helge Weingärtner: Weißer Turm. In: Michael Diefenbacher, Rudolf Endres (Hrsg.): Stadtlexikon Nürnberg. 2., verbesserte Auflage. W. Tümmels Verlag, Nürnberg 2000, ISBN 3-921590-69-8